# سانلیکار لا مایور
سانلیکار لا مایور (به اسپانیایی: Sanlúcar la Mayor) یک منطقهٔ مسکونی در اسپانیا است که در سبیا واقع شده‌است. سانلیکار لا مایور ۱۳۵٫۴۱ کیلومتر مربع مساحت دارد ۱۴۸ متر بالاتر از سطح دریا واقع شده‌است.